# Annelise Coberger
Annelise Coberger (* 16. September 1971 in Christchurch) ist eine ehemalige neuseeländische Skirennläuferin deutscher Abstammung. Sie war auf die Disziplin Slalom spezialisiert.

## Biografie
Coberger begann erst in der olympischen Saison 1991/92 bei Weltcuprennen zu starten. In den vier Weltcupslaloms vor Beginn der Olympischen Spiele erreichte sie ihre Höchstform und drang in die Weltspitze vor. Ihre erste Platzierung in den Punkterängen gelang am 1. Dezember 1991 mit Rang 13 im zweiten Slalom von Lech. Schon am 12. Januar 1992 belegte sie mit Rang 3 in Schruns erstmals das Podest (hier nach Rang 14 im ersten Lauf). In Hinterstoder gelang ihr am 14. Januar 1992 ihr erster und einziger Weltcupsieg. Rang 4 in Maribor am 18. Januar, nochmals Rang 3 in Grindelwald am 2. Februar folgten.
Der größte Erfolg ihrer Karriere gelang ihr bei den Olympischen Winterspielen 1992 in Albertville, als sie im Slalom hinter der Österreicherin Petra Kronberger überraschend die Silbermedaille gewann, wobei sie sich an jenem 20. Februar 1992 im Stade du Corbey noch von Rang 8 aus die Medaille sicherte. Sie ist damit die erste Sportlerin aus Neuseeland, die eine Medaille bei Olympischen Winterspielen gewinnen konnte.
Ihre Leistungen konnte sie in der nachfolgenden Saison zunächst mit einem dritten und drei zweiten Rängen bestätigen. Eine Enttäuschung gab es für sie bei den Weltmeisterschaften 1993 in Morioka-Shizukuishi. Als Führende nach dem ersten Lauf unterlief ihr im zweiten Durchgang knapp vor dem Ziel ein Torfehler, worauf sie der Disqualifikation verfiel. Zu Saisonende wurde sie im Slalomweltcup Zweite, nur sechs Punkte hinter Vreni Schneider. Außerdem gelang ihr in Lillehammer ein überraschender dritter Rang im Riesentorlauf (20. März). 
Danach zeigte ihre Formkurve nach unten und sie tauchte nicht mehr auf den vorderen Plätzen auf. Rang 5 im Slalom von Sestrière am 18. Dezember 1994 war ihr bestes Ergebnis. Ihr letztes Weltcuprennen bestritt Coberger im Slalom am 19. März 1995 im Saisonfinale in Bormio, wo sie Rang 16 belegte.

## Erfolge

### Olympische Spiele
- Albertville 1992: 2. Slalom

### Weltmeisterschaften
- Saalbach-Hinterglemm 1991: 13. Kombination

### Weltcup
- Saison 1991/92: 5. Slalomwertung
- Saison 1992/93: 2. Slalomwertung
- 8 Podestplätze, davon 1 Sieg:

| Datum           | Ort          | Land       | Disziplin |
| --------------- | ------------ | ---------- | --------- |
| 14. Januar 1992 | Hinterstoder | Österreich | Slalom    |

### Europacup
- Saison 1990/91: 4. Gesamtwertung, 1. Slalomwertung
- Saison 1991/92: 3. Gesamtwertung, 1. Slalomwertung

### Juniorenweltmeisterschaften
- Madonna di Campiglio 1988: 40. Riesenslalom
- Zinal 1990: 3. Slalom